# Baron Grantham

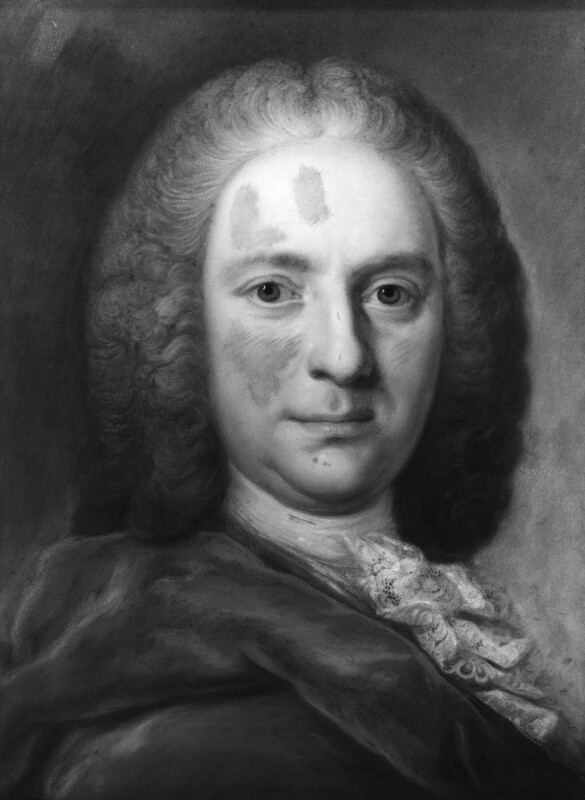
Thomas Robinson, 1. Baron Grantham

Baron Grantham, of Grantham in the County of Lincoln war ein erblicher britischer Adelstitel in der Peerage of Great Britain.

## Verleihung und weitere Titel
Der Titel wurde am 7. April 1761 für den Diplomaten und Politiker Thomas Robinson geschaffen.
Der 3. Baron erbte 1792 den Titel 6. Baronet Robinson, of Newby in the County of York, geschaffen 1690, in der Baronetage of England, und 1833 den Titel 2. Earl de Grey, of Wrest in the County of Bedford, geschaffen 1816, in der Peerage of the United Kingdom.
Bevor ihn sein Neffe im November 1859 als 3. Earl De Grey und 4. Baron Grantham beerbte, hatte dieser im Januar 1859 von seinem Vater die Titel 2. Earl of Ripon, in the County of York, geschaffen 1833, und 2. Viscount Goderich, geschaffen 1827, beide in der Peerage of the United Kingdom, geerbt. 1871 wurde derselbe zum Marquess of Ripon, in the County of York, erhoben.
All diese Titel wurden als nachgeordnete Titel des Marquess geführt und erloschen beim Tod des 2. Marquess am 22. September 1923.

## Barone Grantham (1761)
- Thomas Robinson, 1. Baron Grantham (1695–1770)
- Thomas Robinson, 2. Baron Grantham (1738–1786)
- Thomas Robinson, 2. Earl de Grey, 3. Baron Grantham (1781–1859)
- George Robinson, 1. Marquess of Ripon, 3. Earl De Grey, 2. Earl of Ripon, 1. Viscount Goderich, 4. Baron Grantham (1827–1909)
- Frederick Robinson, 2. Marquess of Ripon, 4. Earl De Grey, 3. Earl of Ripon, 2. Viscount Goderich, 5. Baron Grantham (1852–1923)